# Mai Fuchigami
Mai Fuchigami (渕上舞 Fuchigami Mai?, Fukuoka, Prefectura de Fukuoka, 28 de mayo de 1987) es una actriz de voz y cantante japonesa. Como cantante, está contratada por el sello discográfico Lantis.  Después de pasar una audición realizada por la agencia de talentos Sigma Seven, interpretó su primer papel principal como Kaname Asagiri en el videojuego Ōkami Kakushi en 2009.

## Biografía
Fuchigami quiso convertirse en una seiyū tras ver un DVD de Nana Mizuki recomendado por una amiga en el instituto. Aunque originalmente aspiraba a ser actriz o abogada, finalmente decidió ser actriz de voz.
Se graduó de la Universidad de Animación de Yoyogi en 2007. Ese mismo año, superó una audición organizada por la agencia de talentos Sigma Seven.
En 2008, debutó como actriz de voz en el juego Ōkami Kakushi, doblando al personaje Kaname Asagiri. Más tarde retomaría su papel en la adaptación al anime del juego. En 2011, decidió dejar Sigma Seven y se cambió a la agencia INCS toenter.
A finales de 2012, su popularidad aumentó tras interpretar en Girls und Panzer a la protagonista Miho Nishizumi. Desde entonces, ha conseguido el papel de Alice Yotsuba en el anime Doki Doki! PreCure.

## Filmografía

### Anime
| Lista de roles interpretados |
| --- |
| 2009 - Umi Monogatari: Anata ga Ite Kureta Koto - Kanamemo (compañero de clase F) - Sora no Manimani (Mayu, Yukari Takanashi) - To Aru Majutsu no Index (camarera) - White Album - Miracle Train (Mai) 2010 - Ōkami Kakushi (Kaname Asagiri) - To Aru Kagaku no Railgun (Uragami) - HeartCatch PreCure! (ejecutiva del consejo estudiantil) - Bleach (Spirit) 2011 - Denpa Onna to Seishun Otoko (Maekawa) - To Aru Majutsu no Index II (Agatha) - Dragon Crisis! - Baka to Test (chico de 6º grado) - Bleach (voz de Timer) - Hontō ni Atta! Reibai-Sensei (Hinako Wakayama, Maru) 2012 - Girls und Panzer (Miho Nishizumi) - Kono Naka ni Hitori, Imōto ga Iru! 2013 - Aoki Hagane no Arpeggio (Iona/I-401) - Doki Doki! PreCure (Alice Yotsuba/Cure Rosetta) - Outbreak Company (Petralka Anne Eldant III) 2014 - Sakura Trick (Kaede Ikeno) 2015 - Assassination Classroom (Nagisa Shiota) - The IDOLM@STER Cinderella Girls (Karen Houjou) 2016 - Assassination Classroom (Nagisa Shiota) - Digimon Universe: Appli Monsters (Ai Kashiki) 2019 - Radiant 2 (Ocoho) - Kengan Ashura (Shunka Hiyama) 2020 - Orphen (Dokin) 2022 - Tribe Nine (Saori Arisugawa) 2023 - Ao no Orchestra (Kayo) |

### Películas
| Lista de roles interpretados |
| --- |
| 2013 - Doki Doki! Pretty Cure: Mana Kekkon!!? Mirai ni Tsunagu Kibō no Dress (Alice Yotsuba/Cure Rosetta) - Pretty Cure All Stars New Stage 2: Kokoro no Tomodachi (Alice Yotsuba/Cure Rosetta) |

### Videojuegos
| Lista de roles interpretados |
| --- |
| 2009 - Ōkami Kakushi (Kaname Asagiri) - Demon Bride (Eve, Astarot) 2010 - Misshitsu no Sacrifice 2011 - The IDOLM@STER Cinderella Girls (Karen Houjou) 2013 - Onigokko! (Nazuna) 2014 - Girls und Panzer: Senshadō, Kiwamemasu! (Miho Nishizumi) 2015 - The IDOLM@STER Cinderella Girls: Starlight Stage (Karen Houjou) |

## Discografía

### CD
| Fecha de salida | Álbum (Número de catálogo)                                         | Canción                                                                            | Acreditada como | Notas                                                                                                |
| 2012            | 2012                                                               | 2012                                                                               | 2012 | 2012                                                                                                 |
| --------------- | ------------------------------------------------------------------ | ---------------------------------------------------------------------------------- | --- | --- |
| 7 de noviembre  | Enter Enter MISSION! (LACM-14019)                                  | "Enter Enter MISSION!" "Sore Yuke! Otome no Senshadõ!!" (それゆけ!乙女の戦車道!!?) | Ankō Team [Miho Nishizumi (Mai Fuchigami), Saori Takebe (Ai Kayano), Hana Isuzu (Mami Ozaki), Yukari Akiyama (Ikumi Nakagami) y Mako Reizei (Yuka Iguchi)] | Tema de cierre del anime "Girls und Panzer"                                                          |
| 21 de noviembre | Girls und Panzer Character Song vol.1 Miho Nishizumi! (LACM-14031) | "School Girl, Hajimemasu!" (SCHOOL GIRL、はじめます!?) "infinity orbit"            | Miho Nishizumi | Character song del anime "Girls und Panzer"                                                          |
| 2013            |                                                                    |                                                                                    | | |
| 17 de abril     | Twinkle Voice ~Koe no Okurimono~ (UMCA-10015)                      | "Samishii Nettaigyo" (淋しい熱帯魚?)                                               | Mai Fuchigami, Kumi Takaraki | Álbum de recopilación de varias canciones cantadas por seiyūs populares.                             |
| 17 de abril     | Twinkle Voice ~Koe no Okurimono~ (UMCA-10015)                      | "Sora Mo Toberu Hazu" (空も飛べるはず?)                                            | Ryoko Shiraishi, Rica Matsumoto, Emiri Katō, Yoshino Nanjō, Romi Paku, Mai Fuchigami, Kumi Takaraki, Asami Imai, Satomi Satō, Nozomi Sasaki, Rumi Ōkubo    | Álbum de recopilación de varias canciones cantadas por seiyūs populares.                             |
| 18 de julio     | Dokidoki! PreCure Vocal Album 1 Jump up, GIRLS!                    | "Clover ~Otome no Inori~" (CLOVER〜オトメの祈り〜?)                                | Mai Fuchigami (Cure Rosetta) | Image song del anime "Doki Doki! PreCure"                                                            |
| 23 de octubre   | Takaramono / Mirai no Arika (MJSS-09107)                           | "Takaramono" (たからもの?)                                                         | Mana Aida (Hitomi Nabatame), Rikka Hishikawa (Minako Kotobuki) y Alice Yotsuba (Mai Fuchigami)                                                             | Tema de la película de anime "Doki Doki! Pretty Cure: Mana Kekkon!!? Mirai ni Tsunagu Kibō no Dress" |
| 30 de octubre   | Blue Field (VTCL-35168)                                            | "Blue Field" (ブルー・フィールド?) "Innocent Blue"                                 | Trident (Mai Fuchigami, Manami Numakura, Hibiku Yamamura)                                                                                                  | Tema de cierre del anime "Aoki Hagane no Arpeggio"                                                   |
| 6 de noviembre  | Watashi no Housekibako (PCCG-70196)                                | "Watashi no Housekibako" (私の宝石箱?) "Sweet Magic"                               | Petralka Anne Eldant III (Mai Fuchigami) | Tema de cierre del anime "Outbreak Company"                                                          |
| 11 de diciembre | Outbreak Company Character Song Mini Album (PCCG-1377)             | "Hitomi wa Aqua Blue" (瞳はアクアブルー?)                                          | Petralka Anne Eldant III (Mai Fuchigami) | Character Song del anime "Outbreak Company"                                                          |

## Trivia
- Mide 1,58 m y su tipo de sangre es A.
- Es amante de las aves y tenía un periquito macho llamado "Chelsea". El 9 de mayo de 2015 publicó a través de su cuenta oficial de Twitter: "Mi amado pájaro Chelsea se ha quedado dormido".